# 京都市営バス高野営業所
京都市営バス高野営業所（きょうとしえいバスたかのえいぎょうしょ）は、京都市左京区高野玉岡町にかつて存在していた京都市営バスの営業所。
跡地は「京都市障害者スポーツセンター」となっている。

## 沿革
- 1965年7月：開設する。
- 1970年4月：岩倉操車場を開設する。
- 1985年4月：岩倉操車場を現在地に移設する。
- 1986年3月：廃止する。5号系統を錦林営業所に、27号、93号系統を梅津営業所に、31号、35号、65号、北6号系統を烏丸営業所に移管する。

## 廃止時所管路線

### 5号系統
現在は九条営業所が運行

### 27号系統
現在は梅津営業所が運行

### 31号系統
現在は九条営業所が運行

### 35号系統
烏丸営業所を参照

### 65号系統
現在は九条営業所が運行

### 93号系統
現在は梅津営業所が運行

### 北6号系統
烏丸営業所を参照

## 撤退路線

### (旧)24号系統
運行していた区間
- 高野車庫前 - 叡電前 - 三条京阪前 - 若松町

沿革
- 1952年
  - 7月：24号系統を新設する。新設時の経路は、三条京阪前 - 川端二条 - 加茂大橋東詰（現：出町柳駅前） - 銀閣寺道 - 一乗寺道である。
  - 12月：加茂大橋東詰 - 一乗寺道を加茂大橋東詰 - 烏丸今出川 - 烏丸車庫前（現：北大路バスターミナル） - 北大路堀川 - 上堀川車庫前（現：上堀川）に変更する。
- 1953年6月：起終点を変更し、河原町今出川 - 加茂大橋東詰 - 三条京阪前を河原町今出川 - 河原町三条 - 三条京阪前に変更する。
- 1955年4月：河原町今出川 - 河原町三条 - 三条京阪前を河原町今出川 - 加茂大橋東詰 - 三条京阪前に変更する。
- 1956年10月：三条京阪前 - 若松町を延長する。
- 1964年1月：上堀川車庫前 - 北大路堀川 - 烏丸車庫前 - 烏丸今出川 - 加茂大橋東詰を上堀川車庫前 - 野々神町 - 市電洛北高校前（現：洛北高校前） - 叡電前（現：出町柳駅前） - 加茂大橋東詰に変更する。
- 1965年7月：上堀川車庫前 - 野々神町 - 市電洛北高校前 - 叡電前を高野車庫前（現：京都バス・高野玉岡町） - 高野橋東詰 - 叡電前に変更する。
- 1976年4月：廃止する。

### 36号系統
烏丸営業所を参照

### 62号系統
烏丸営業所を参照

### 72号系統
烏丸営業所を参照

### (旧)75号系統
運行していた区間
- 高野車庫前 - 高野橋東詰 - 一乗寺木ノ本町 - 東天王町 - 永観堂前 - 京都会館前（ → 川端二条 → ／ ← 神宮道 ← 東山三条 ← ）三条京阪前

沿革
- 1965年7月：（旧）75号系統を新設する。新設時の経路は、高野車庫前（現：京都バス・高野玉岡町） - 高野橋東詰 - 一乗寺木ノ本町 - 東天王町 - 永観堂前（現：南禅寺・永観堂道） - 京都会館前（現：岡崎公園 平安神宮前）（ → 川端二条 → ／ ← 神宮道 ← 東山三条 ← ）三条京阪前である。
- 1970年12月：（旧）75号系統を廃止する。